# Podostemum irgangii
Podostemum irgangii là một loài thực vật có hoa trong họ Podostemaceae. Loài này được C. Philbrick & Novelo mô tả khoa học đầu tiên năm 2001.